# Blind Fire
Blind Fire är det finska metalbandet Leverages andra album. Albumet släpptes den 21 oktober 2008 i USA och i resten av världen den 25 januari 2008. Som bäst låg albumet på plats 24 på Finlands officiella lista. Albumet spelades in i Jyväskylä i slutet av sommaren 2007 och gavs ut under 2008 av det italienska skivbolaget Frontiers Records.

## Låtlista
1. Shadow in the Rain – 5:52
2. King of the Night –04:37
3. Stormchild – 4:59
4. Sentenced – 4:59
5. Hellhorn – 6:11
6. Mister Universe – 5:43
7. Don’t Touch The Sun – 5:38
8. Run Down the Hill – 4:57
9. Heart of Darkness – 5:05
10. Learn to Live – 4:54

Japanska bonusspår:
1. Yesterdays – 4:35
2. Rockethead – 5:18

## Medverkande
- Pekka Heino - sång
- Toumas Heikkinen - gitarr
- Torsti Spoof - gitarr
- Marko Niskala - keyboard
- Pekka Lampinen - bas
- Valtteri Revonkorpi - trummor